# Luis Kelly
Luis Kelly Ramírez (Ciudad de México) es director, productor y guionista de cine y televisión en México.
Comienza a filmar en Super 8 a los 19 años, mientras participa en uno de los talleres de cine de la Casa del Lago (hoy Juan José Arreola) de la Universidad Nacional Autónoma de México
Ingresa al Centro Universitario de Estudios Cinematográficos, CUEC, donde se especializa en dirección, edición y guion.

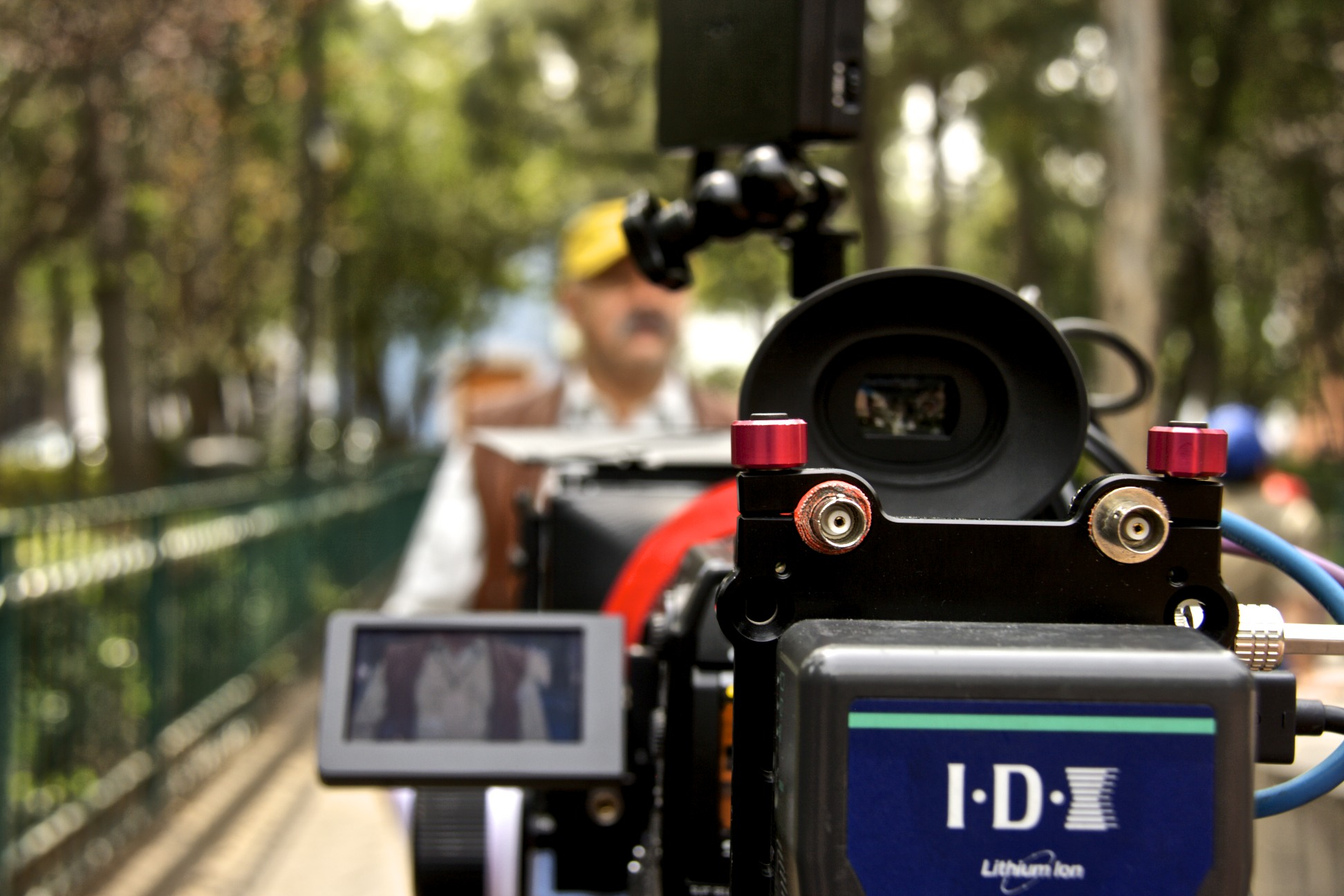
Luis Kelly, dirigiendo serie de televisión

Tras graduarse, Kelly funda su propia compañía y realiza la postproducción de largometrajes de cineastas mexicanos, tales como: Alejandro Pelayo (La víspera,1982); Guillermo del Toro (Doña Lupe, mediometraje, 1985); Juan de la Riva (Vidas Errantes, 1984; Obdulia, 1985); Benjamín Cann (De Muerte natural, 1987) y Jaime Humberto Hermosillo (Doña Herlinda y su hijo, 1984), películas premiadas en Festivales internacionales y reconocidas por la Academia Mexicana de Artes y Ciencias Cinematográficas con varios premios Ariel.
Debuta en 1985 como director con el largometraje Calacán, en el que participa además como coguionista, editor y productor.  Calacán es una película dirigida al público infantil, cuya propuesta fue una de las más atrevidas de su época, al crear junto con la Compañía Teatral La Trouppe, personajes con máscaras de látex y marionetas hasta del tamaño de un auto compacto manejados por 5 titiriteros, caracterizada como todos sus trabajos, por el homenaje que le hace a lo mexicano, a su lenguaje, a sus costumbres y tradiciones, a sus mitos e ídolos, rescatando lo más profundo de México. Miguel Barbachano Ponce, crítico de cine en México, en el libro "Críticas", refiriéndose a Calacán, escribió: "Tres niveles narrativos: presente teatral y fantasioso, pasado familiar y real, imaginación fuera de este mundo, sabiamente imbricados a través de un ejemplar trabajo organizativo (edición, corte y montaje), a cargo de Luis Kelly, supieron conducirnos a esta otra realidad que es nuestra muerte."  Con Calacán obtiene de 5 premios del Instituto Mexicano de Cinematografía y diversos reconocimientos a nivel nacional e internacional. Fue también nominada al premio Ariel por Opera Prima.
Han pasado más de 20 años de su estreno a nivel nacional, y aún continúa presentándose en audiencias cerradas con gran éxito. La página oficial de Calacán en Facebook cuenta con casi 14 000 seguidores.
Respecto a la forma de hacer cine en México, Luis Kelly ha declarado que "tenemos que ser directores, guionistas y productores de nuestras películas. Estas, al no ser industriales, se convierten en un producto más casero, más humano y más artesanal. Nuestras cintas son más comerciales en cuanto en espectador se ve reflejado en la pantalla".
Con el deseo de impulsar y apoyar el cine hispano, Luis Kelly ha sido productor y coproductor de películas en México, Perú y Cuba, entre otras: Digna hasta el último aliento, dirigida por Felipe Cazals (2004), premiada en 2005 por la Academia Mexicana de Artes y Ciencias Cinematográficas con el Ariel por Mejor Película. Peloteros dirigida por Coco Castillo (2006). Eréndira Ikikunari, dirigida por Juan Mora (2007). Arresto domiciliario, dirigida por Gabriel Retes, 2009. Ella, dirigida por Francisco José Lombardi (2010). Uso incorrecto de la plantilla enlace roto (enlace roto disponible en Internet Archive; véase el historial, la primera versión y la última)., dirigida por Mitl Valdés (2012). A tiro de piedra (2010) y Filosofía natural del amor (2014); de Sebastián Hiriart, con quien actualmente colabora en la coproducción de un nuevo largometraje con el título provisional de "Chacahua". También participa como coproductor en el documental Entre Cuba y México (2015) de la cineasta cubana Idalmis del Risco.
Fue director de varios videoclips de los cuales destacan Amorcito Corazón de  Manuel Mijares, Mi Bombón de la Sonora Margarita, Hazme Olvidarla de la Sonora Kaliente. Además de los videoclips de EL TRI: María Sabina, Tierra en Llamas y el más reciente video de la banda Contigo Me Conformo. Fue el director encargado de la producción audiovisual del concierto de los 45 años de Alex Lora y EL TRI con visuales psicodélicos y dos clips magistrales para el Opening.
En un homenaje a la banda mexicana de rock  El TRI de Álex Lora, a finales de 1999 comienza a seguirlo en todas sus giras con una cámara Betacam Digital para levantar testimonio de este gran fenómeno musical en México y recopilar las grabaciones de EL TRI en más de 30 años; el resultado, un documental llamado Alex Lora, Esclavo del Rock & Roll. En 2003 se estrena a nivel nacional y en Estados Unidos y en 2004 recibe el Premio especial del Jurado en el 7th Los Ángeles Latino International Film Festival. Para Luis Kelly, Alex lora "...es el eterno caudillo del rock mexicano y un cronista del país, si tú quieres recordar la historia te puedes ir a “San Juanico”, “Hoyos en la Bolsa”, “Niño si amor”, todas ellas hablan de la vida de México" El 14 de octubre de 2014 lanzan “El TRI 45 años, un disco doble más DVD que se grabó en un concierto de la Arena CD de México y que lanzó a propósito de su aniversario.”  Cuyo DVD incluye un documental dirigido por Luis Kelly, el cual recuerda buena parte de la historia de la banda y es considerado por los mismos Lora, como una continuación de lo que fue la película Álex Lora: Esclavo del Rocanrol, dirigida por el mismo Kelly en 2003.

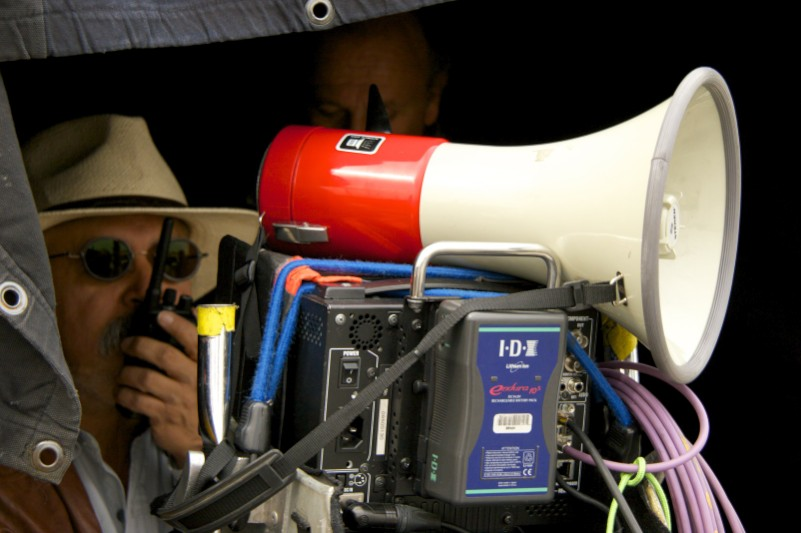
Luis Kelly, dirigiendo largometraje

El estilo de Luis Kelly está marcado por su fascinación por México y su gusto por el género documental.  Ha realizado series de televisión exitosas que han recorrido distintos canales culturales en México y América Latina, entre las que destaca Caminantes. Está conformada por 300 capítulos de una hora cada uno. "Con esta serie -diría Kelly en entrevista para la Revista Estudios Cinematográficos de la UNAM- nos acercábamos a personajes centrales de nuestra Cultura como Chávez Morado, Jaime Sabines, Gabriel Figueroa, en el que ellos aparecen como las figuras trascendentes que son, buscando que el material no fuera perecedero. Esto nos dio la oportunidad de que la serie se mantuviera en circulación, ahora mismo la continúa distribuyendo Cinematográfica Macondo". Otro de los puntos valiosos de Caminantes es que en la serie se maneja una sintaxis cinematográfica: grandes close up, grandes acercamientos, movimientos de la cámara en el sentido documental para conocer al personaje; los grandes planos prohibidos en la televisión, la iluminación, cómo cerrar la toma en la pantalla.
Héctor Abadie, productor mexicano de televisión, en entrevista realizada por José Antonio Fernández F. y publicada en Canal100.com.mx al preguntarle por los productores independientes mexicanos de televisión, se refirió a la serie "Caminantes" y a Luis Kelly de la siguiente manera: "También hace un esfuerzo importante Luis Kelly, que tiene la serie Caminantes, que son biografías de mexicanos sobresalientes".
Como productor de series de televisión realizó también: Lady Lucas Cuenta Cuentos, dirigida al público infantil, en la que participa uno de los personajes principales de la Compañía Teatral La Trouppe; Prohibido Tocar, conducida por Patricia Kelly, Mexicanos de Allá, conducida por el periodista mexicano Virgilio Caballero; Criba con Carlos Montemayor.
Como escritor de guiones cinematográficos se encuentran:  "Silencio Cora" (2011) y "No lo sé" (2012).

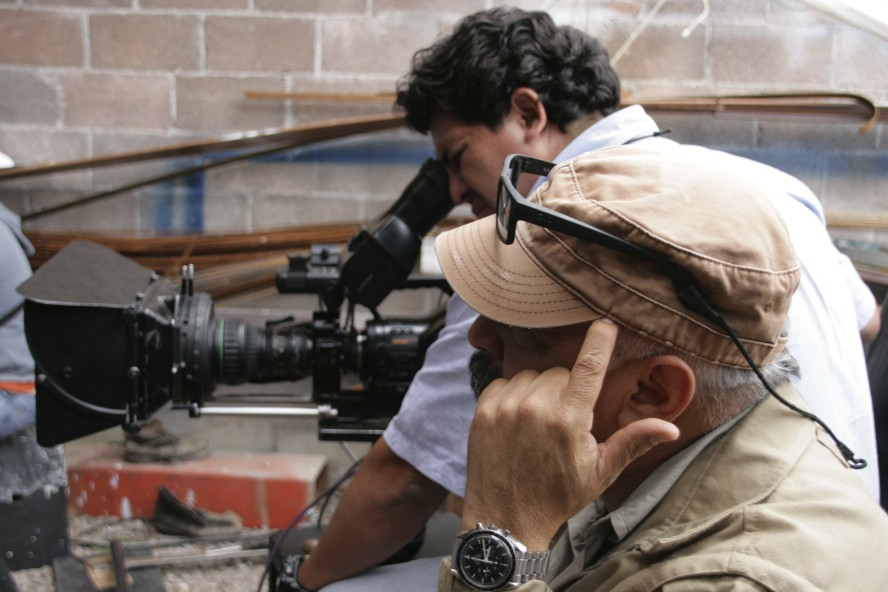
Luis Kelly, dirigiendo documental

En el año 2000,  en busca de un espacio propio para presentar al público una televisión diferente, con una gran visión futurista, es socio fundador de TeVe de Mente, la primera televisión producida especialmente para la Internet. En 2004 se une a los Sistemas de cable en México, Latinoamérica y Estados Unidos.
En 2017 publica su primer fotolibro interactivo titulado Rarámuris, Almas Rebeldes de la Sierra, un relato fotográfico de mujeres y hombres que huyeron a la montaña y habitan la comunidad de Raramuchi en Chuhuahua. 
Realizó Poder asesino, una novela gráfica en la que rescata el diseño de la historieta popular mexicana y la historia contemporánea del país. La novela participó reuniendo fondos para su publicación a través de Fondeadora, una plataforma crowfounding,  en la cual rebasó la meta. Poder Asesino fue uno de los 10 proyectos más exitosos de la plataforma Fondeadora en 2015   y,  debido a su éxito, Editorial Trilce  decidió tomar la novela y distribuirla comercialmente. 

"'En esta historia todos los personajes son ficticios, lamentablemente superados por la realidad'. Esta frase detona la acción de Poder Asesino, un relato gráfico e interactivo de los últimos días de un presidente que se empeña en minarle el camino a su posible sucesor. Simulando la experiencia de la animación cinematográfica, nos sumerge en la vida pública de México, un mundo lleno de intriga, violencia y erotismo que rebasa los límites de la novela e interrumpe como balazo en la mente del lector.".
Editorial Trilce, 2016

"'Este libro no es común en México, Una sobredosis de realidad para mostrar con humor negro, los hechos que han dejado sin habla a toda una nación" 
Revista Chilango, 2016

"'Más allá de la novela" 
Periódico Reforma, 2016

Poder Asesino se ha convertido en la primera novela gráfica interactiva en México, debido a que utiliza la tecnología de la aplicación Layar, en donde el lector participa activamente con la ayuda de un dispositivo móvil, escaneando las páginas impresas de la novela para visualizar material adicional al contenido de la novela. Luis Kelly, el autor, se refiere a ella como "una novela con película integrada, o a una película con novela". Actualmente, Luis Kelly prepara su segunda novela gráfica Sin héroe, no hay historias, la cual saldrá a la venta en 2017.
Paralelamente se ha desempeñado exitosamente en el ámbito de la publicidad y la comunicación política, creando campañas memorables como “Para una gran ciudad, grandes acciones” para el Gobierno del Distrito Federal en el 2000, “Son obras para ti, Sonora para todos” para el Gobierno del Estado de Sonora (2001-2003). Dirigió la campaña para cine, televisión y fotofijas del "Seguro Popular"  para el Gobierno Federal (2006-2012). Además de haber dirigido 40 cineminutos para celebrar el "Bicentenario de la Independendia y Centenario de la Revolución."
En diciembre de 2006 inicia el rodaje del largometraje "La máscara de María", la historia de María Villalobos, una mujer que busca ser alguien en la vida. Está planeado concluir el rodaje en diciembre de 2019. Después de 13 años de seguir la vida de esta mujer, se dará inicio a la posproducción de este filme documental.